# Valparaiso (Indiana)
Valparaiso és una població dels Estats Units a l'estat d'Indiana. Segons el cens del 2000 tenia 27.428 habitants.

## Demografia
Segons el cens del 2000, Valparaiso tenia 27.428 habitants, 10.867 habitatges, i 6.368 famílies. La densitat de població era de 971,6 habitants/km².
Dels 10.867 habitatges en un 28,8% hi vivien nens de menys de 18 anys, en un 45,9% hi vivien parelles casades, en un 9,7% dones solteres, i en un 41,4% no eren unitats familiars. En el 33,4% dels habitatges hi vivien persones soles el 10,9% de les quals corresponia a persones de 65 anys o més que vivien soles. El nombre mitjà de persones vivint en cada habitatge era de 2,27 i el nombre mitjà de persones que vivien en cada família era de 2,93.
Per edats la població es repartia de la següent manera: un 21,2% tenia menys de 18 anys, un 17,4% entre 18 i 24, un 28,1% entre 25 i 44, un 20,2% de 45 a 60 i un 13,1% 65 anys o més.
L'edat mediana era de 33 anys. Per cada 100 dones de 18 o més anys hi havia 88,5 homes.
La renda mediana per habitatge era de 45.799$ i la renda mediana per família de 60.637$. Els homes tenien una renda mediana de 46.452$ mentre que les dones 26.544$. La renda per capita de la població era de 22.509$. Entorn del 4,8% de les famílies i el 9,1% de la població estaven per davall del llindar de pobresa.

## Poblacions més properes
El següent diagrama mostra les poblacions més properes.